# Clara Roquet Autonell
Clara Roquet Autonell   (Malla, 30 de desembre de 1988) és una directora de cinema i guionista catalana. Es va formar com a guionista a la Universitat de Colúmbia a Nova York i el 2021 vivia entre Buenos Aires i Barcelona. Va ser coguionista de 10.000 km i d'Els dies que vindran, dirigides per Carlos Marques-Marcet. El 2015, va escriure i dirigir el curtmetratge El Adiós, guanyador d'un Gaudí al millor curtmetratge i del BAFTA Students Award. El 2017, va dirigir el curtmetratge Les bones nenes. El 2021 va debutar com a directora amb Libertad.

## Filmografia

### Pel·lícules
| Any  | Títol                | Directora | Guionista | Annotacions                                                                                                |
| ---- | -------------------- | --------- | --------- | --- |
| 2014 | 10.000 km            |           | Sí        | Juntament amb Carlos Marques-Marcet. Col·laboració amb Natalia Tena i David Verdaguer.                     |
| 2018 | Petra                |           | Sí        | Juntament amb Michel Gaztambide i Jaime Rosales.                                                           |
| 2019 | Els dies que vindran |           | Sí        | Juntament amb Coral Cruz, Carlos Marques-Marcet, Maria Rodríguez Soto i David Verdaguer. També productora. |
| 2020 | L'ofrena             |           | Sí        | Juntament amb Sandra Beltrán, Ventura Durall i Guillem Sala.                                               |
| 2021 | Libertad             | Sí        | Sí        | Amb la col·laboració de Eduard Sola.                                                                       |
| 2021 | Costa Brava, Líban   |           | Sí        | Juntament amb Mounia Akl.                                                                                  |
| 2023 | Que nadie duerma     |           | Sí        | Juntament amb Antonio Méndez Esparza. Novel·la original de Juan José Millás.                               |
| TBA  | Creatura             |           | Sí        | Juntament amb Elena Martín.                                                                                |

### Televisió
- Escenario 0 (sèrie, un episodi de sis: Juicio a una zorra, 2020)
- Tijuana (sèrie, tres episodis d'onze, 2019)[4]

### Curtmetratges
- Mateix lloc, mateixa hora (2012). Juntament amb Carlos Marques-Marcet.
- L'adéu (2015). També directora.
- Agua en la boca (2015). Juntament amb Francisca Alegria.
- Submarine (2016). Juntament amb Mounia Akl.
- Les bones nenes (2016). Juntament amb Eduard Sola. També directora i muntadora.

## Premis i nominacions

### Premis Gaudí
| Any  | Categoria                                | Pel·lícula | Resultat   |
| ---- | ---------------------------------------- | ---------- | ---------- |
| 2022 | Millor pel·lícula en llengua no catalana | Libertad   | Guanyadora |
| 2022 | Millor guió                              | Libertad   | Guanyadora |
| 2022 | Millor direcció                          | Libertad   | Nominada   |

### Premis Goya
| Any  | Categoria              | Pel·lícula | Resultat   |
| ---- | ---------------------- | ---------- | ---------- |
| 2021 | Millor direcció novell | Libertad   | Guanyadora |
| 2021 | Millor guió original   | Libertad   | Nominada   |